# Leśna ścieżka dydaktyczna „Szlakiem bobrów”
Leśna ścieżka dydaktyczna „Szlakiem bobrów” – przygotowany przez Nadleśnictwo Skwierzyna 15-kilometrowy szlak pieszo-rowerowy. Ścieżka ma charakter trasy rowerowej. Poprowadzono ją przez lasy w pobliżu Skwierzyny i wzdłuż brzegów Obry. Na trasie zamieszczono liczne tablice edukacyjne z wizerunkiem bobra. Po drodze można obserwować żeremia w zakolach rzeki i inne ślady obecności bobrów, czasem można spotkać je na żywo.

## Przebieg trasy
Trasa ścieżki pokrywa się z niebieskim szlakiem rowerowym oraz częściowo z czerwoną trasą nordic walking – Obrzanka.
Zaczyna się ona w ogródku dendrologicznym Nadleśnictwa Skwierzyna i biegnie ulicami 2 Lutego i Rzeźnicką w stronę Rakowa. Przy nasypie kolejowym trasa wiedzie skrajem boru sosnowego, następnie do drogi Skwierzyna – Gorzów Wielkopolski. W tej okolicy można zwiedzić stary, zniszczony cmentarz ewangelicki (52°35′11,3″N 15°27′21,6″E/52,586472 15,456000), na którym chowani byli członkowie rodziny młynarza – właściciela młyna wodnego, którego ruiny znajdują się po drugiej stronie szosy (52°35′05,3″N 15°27′29,7″E/52,584806 15,458250). To miejsce nazywało się Obra Mühle lub Obramühle.
Stamtąd trasa biegnie wzdłuż lewego brzegu Obry. W miejscu 52°34′41,89″N 15°25′53,02″E/52,578303 15,431394 znajdują się pozostałości obozu budowniczych grupy warownej „Ludendorff”. Następnie w pobliżu ruin GW "Ludendorff" szlak przechodzi przez most i prowadzi drogą do skraju lasu, dochodząc do drogi Stary Dworek – Skwierzyna. Od tego momentu trasa pokrywa się z niebieskim szlakiem, który prowadzi z powrotem do Skwierzyny  – ulicami Sportową, Parkową i Bolesława Chrobrego do Nadleśnictwa Skwierzyna.